# Lars Jonsson (Illustrator)

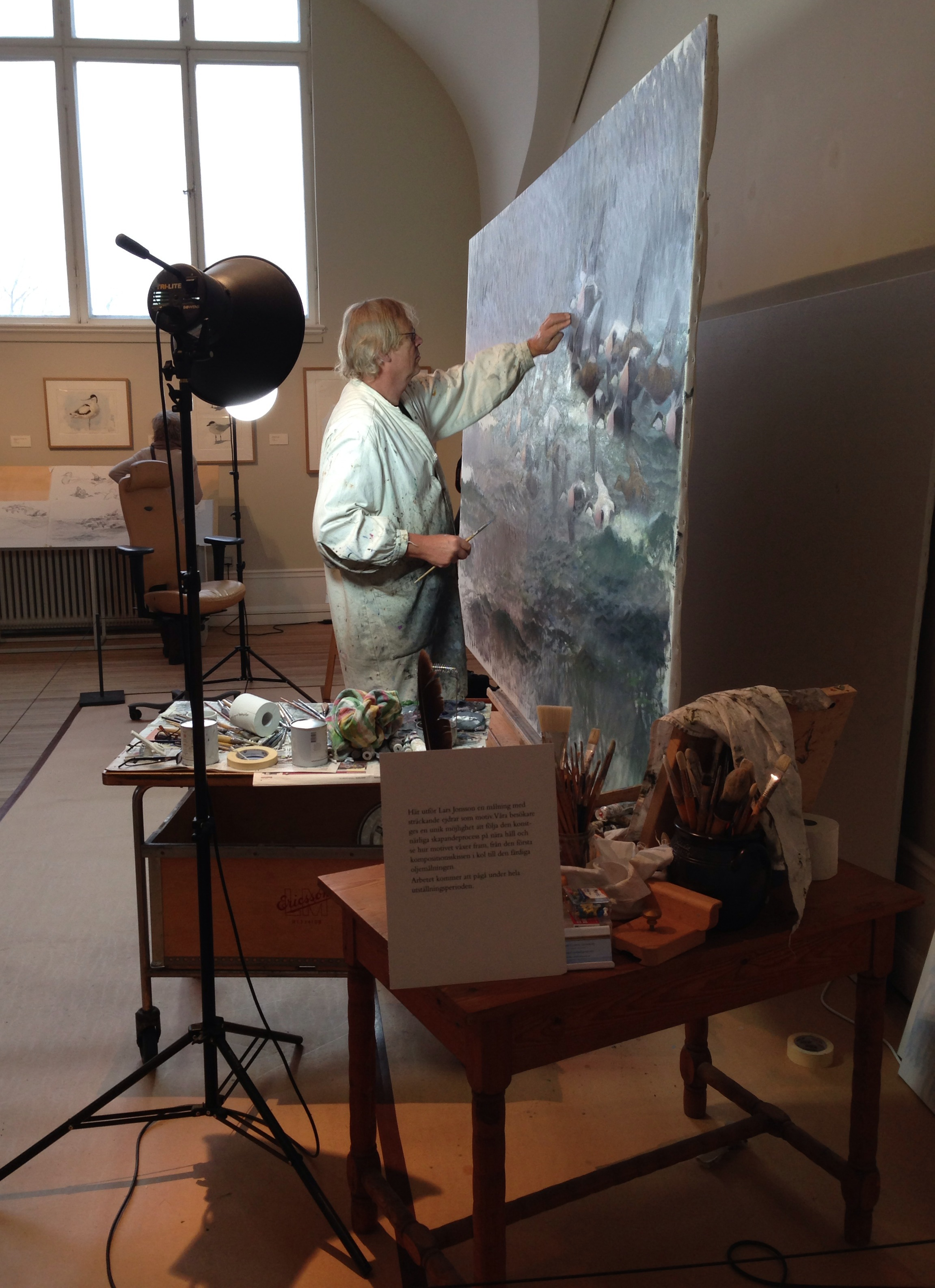
Lars Jonsson, 2012

Lars Jonsson (* 22. Oktober 1952 in Stockholm) ist ein schwedischer Vogelzeichner, Maler und Autor.
Als Vogelkundler ist er vor allem durch seine Naturführer mit detailreichen farbigen Vogelillustrationen bekannt geworden. Als Maler hatte er seine erste Ausstellung im Naturhistorischen Museum in Stockholm (Naturhistoriska Riksmuseet) im Alter von 15 Jahren. 2002 wurde ihm die Ehrendoktorwürde der Historisch-Philosophischen Fakultät an der Universität Uppsala verliehen.
Jonsson lebt und arbeitet in Süd-Gotland in Hamra. Eine Dauerausstellung seiner Werke ist in der Nähe im Museum von Vamlingbo zu sehen.

## Werke

### Deutsch
- Die Vögel Europas und des Mittelmeerraumes – Kosmos-Naturführer, Franckh-Kosmos Stuttgart 1992/1999, ISBN 3-440-06357-7
- Vögel der Fluren und am Wasser – Kosmos-Feldführer, Franckh Stuttgart 1978, ISBN 3-440-04505-6
- Die Vögel der Meeresküste – Kosmos-Feldführer, Franckh Stuttgart 1977, ISBN 3-440-04446-7
- Vögel im Wald, Park und Garten – Kosmos-Feldführer, Franck Stuttgart 1977/1981, ISBN 3-440-04447-5

### Englisch
- Birds of Lake, River, Marsh and Field; Penguin, 1978
- Birds of Mountain Regions; Penguin, 1980
- Birds and Light: The Art of Lars Jonsson; Helm Field Guides, 2002
  - Birds and Light; Princeton University Press, 2003
- Birds of Europe. With North Africa and the Middle East; Helm Field Guides, 2005

## Ausstellung und Katalog
- Landesmuseum für Natur und Mensch, Oldenburg: Wo Erde und Himmel sich berühren – Die Kunst des Vogelmalers Lars Jonsson, Juli bis August 2008
- Ausstellungskatalog in deutscher Sprache: Herausgeber Peter A. Reimers, Wo Himmel und Erde sich berühren, Verlag Imhof, Petersberg, 2008 als Veröffentlichung des Landesmuseums für Natur und Mensch, Oldenburg, Schriften des Landesmuseums für Natur und Mensch, Heft 59 ISBN 978-3-86568-411-0
- Englischsprachige Parallelausgabe: Where Heaven and Earth Touch